# 星空奇遇鐵達尼
《星空奇遇鐵達尼》是香港電台第二台製作的一個健康教育和清談Phone-in節目，直播時間逢星期一至五晚上9時至12時。節目由1998年3月30日到2011年11月4日完結，共播放了13年、逾三千多集。雖然《星空奇遇鐵達尼》結束，但麥潤壽在2011年12月13日DBC數碼電台開設《星空再遇鐵達尼》，延續這個節目。

## 節目名稱由來
節目本身沒有與鐵達尼號扯上關係，只是主持人麥潤壽想像1997年的電影一樣，是值得聽眾選擇去聽的一個節目。而「星空奇遇」的名稱則來自美國的長壽電視和電影「星空奇遇記」（Star Trek)，此劇集也有樂觀面對，永不放棄的精神在當中。

## 節目主題
節目主持麥潤壽會與聽眾對話，常以背景音樂作配搭說出鼓勵人心、反省自我等等的正確意念為主要的話題，再播放流行曲為致電於節目的人作鼓勵，亦有聽眾自行點選歌曲。；在9時至9時半的接電話期間，亦會播放英文歌。聽眾亦可透過節目，向親人或好友致謝和祝福等，節目群較為廣泛，由小學生至老年人，亦經常有海外的人士致電於節目上向親友傾訴心聲。主持麥潤壽在節目中宣揚對生活「永不放棄」的態度，所以節目的宣傳口號都以「Never give up，一定得」（永不放棄的意思），「成績不代表一切，生命才是最寶貴」，「不在乎成績高低，只在乎問心無愧」等的口號鼓勵聽眾及公開考試考生，亦由此自編《在晴朗的天空下》及《十年》作為「校歌」，勵志歌詞除了吸引聽眾外，也常被引用。

## Phone-in時段
在節目中，主持人麥潤壽經常鼓勵聽眾說話多謝家人、老師、朋友等。在聽眾分享期間，會配以《同一屋簷下》純音樂作配親。
他亦曾透過該節目，找尋他患有老人痴呆症的母親。

時任香港特別行政區行政長官曾蔭權爵士曾於2006年4月10日致電此節目鼓勵會考的同學。當時曾蔭權以一名普通聽眾「曾先生」名義致電電台，直到直播室接通電話後方被麥潤壽發現。

## 永不放棄同學會
由香港電台太陽計劃2002開始，麥潤壽於會考和高級程度會考後開辦「永不放棄同學會」，開考前收生，給參與會考和高級程度會考的學生在公開試後至放榜的時間不會白白浪費。不論任何年齡，於會考和高級程度會考前於此節目呼籲參與會考和高級程度會考的學生參加「永不放棄同學會」的面試，而「永不放棄同學會」會開辦一系列身心健康的活動，例如：野戰、攀石、不吸煙訓練營、手語、電台節目製作、舞蹈排練、分享會考放榜的經驗等。最重要的是會考放榜大會「永不放棄同學會」的同學會於放榜前一晚集合一起，由歌手分享會考放榜的經驗和表演，使會考放榜的同學不用驚惶失措。
過往嘉賓：
- 前行政長官曾蔭權
- 藝人劉德華
- 歌手張敬軒

## 外部連結
- 《星空奇遇鐵達尼》港台頁面 （页面存档备份，存于）